# Contea di Caltabellotta
La Contea di Caltabellotta fu un'entità feudale esistita in Sicilia dal XIV secolo fino agli inizi del XIX secolo, corrispondente all'odierno comune di Caltabellotta, in provincia di Agrigento.

## Storia
La Contea di Caltabellotta fu istituita con diploma del 20 gennaio 1338 concesso dal re Federico III di Sicilia al suo ammiraglio Raimondo Peralta - di cui ebbe conferma l'8 aprile 1339 - che lo nominò conte di detto feudo per i servigi da lui resi nella guerra contro gli Angioini. Nel 1404, la Contea passò sotto il dominio dei Luna, poiché Artale de Luna, sposò Margherita Peralta, figlia del Conte Nicola.
Nel 1568, a Caltabellotta ebbe luogo il matrimonio tra Cesare Moncada, principe di Paternò, ed Aloisia de Luna, figlia di Pietro, duca di Bivona, celebrato dal vescovo di Girgenti, che portò lo Stato feudale in dote ai Moncada.
Il dominio dei Principi di Paternò sulla Contea di Caltabellotta durò fino al 1713, alla morte di Ferdinando Moncada Aragona, VI principe di Paternò, che non lasciò discendenza maschile. Gli succedette l'unica figlia femmina Teresa Caterina Fajardo, fatto contestato dal cugino Luigi Guglielmo Moncada Branciforte, duca di San Giovanni, che avviò una lite per la successione nel possesso dei titoli e dei feudi ereditati dal padre, conclusasi nel 1752 con sentenza emanata dal Tribunale della Gran Corte, che investì Federico Vincenzo Alvarez de Toledo Moncada, duca di Ferrandina, figlio di Caterina, della Contea di Caltabellotta e degli altri domini feudali dei Moncada in precedenza appartenuti ai Luna e agli Aragona.
I Duchi di Ferrandina, che in seguito divennero Duchi di Medina Sidonia, furono possessori della Contea di Caltabellotta fino al 1812, quando fu deliberata l'abolizione del feudalesimo in Sicilia con la promulgazione della Costituzione siciliana, concessa dal re Ferdinando III di Borbone in risposta alla rivolta scoppiata nell'isola e all'avanzata napoleonica.
Nel XXI secolo, per morte di Luisa Isabel Álvarez de Toledo y Maura, XXI duchessa di Medina Sidonia nel 2008, sposata con José Leoncio González de Gregorio y Martí, della famiglia dei conti di la Puebla de Valverde, il titolo viene trasmesso per linea di successione a quest'ultima dinastia.

## Cronotassi dei Conti di Caltabellotta

### Epoca feudale
- Raimondo Peralta (1338-1349)
- Guglielmo Raimondo Peralta e Cardona
- Guglielmo Peralta Sclafani (1350-1392)
- Nicola Peralta d'Aragona (1397-1398)
- Giovanna Peralta d'Aragona Chiaramonte (1398-1401)
- Margherita Peralta d'Aragona Chiaramonte (1401-1453)
- Antonio de Luna Peralta (1453-1464)
- Carlo de Luna Cardona (1464-1497)
- Eleonora de Luna Cardona (1497-1511)
- Giovanni Vincenzo de Luna Rosso (1511-1548)
- Pietro de Luna Salviati (1548-1575)
- Aloisia de Luna Vega (1575-1620)
- Antonio d'Aragona Moncada (1620-1627)
- Luigi Guglielmo Moncada La Cerda (1627-1673)
- Ferdinando Moncada Aragona (1673-1713)
- Teresa Caterina Moncada d'Aragona Fajardo (1713-1727)
- Fadrique Vicente Álvarez de Toledo y Moncada (1727-1753)
- Antonio Alvarez de Toledo Perez (1753-1773)
- José María Alvarez de Toledo y Gonzaga (1773-1796)
- Francisco de Borja Álvarez de Toledo y Gonzaga (1796-1812)

### Epoca post-feudale
- Francisco de Borja Álvarez de Toledo y Gonzaga (1812-1821)
- Pedro de Alcántara Álvarez de Toledo y Palafox (1821-1867)
- José Joaquín Álvarez de Toledo y Silva (1867-1900)
- Alonso Álvarez de Toledo y Caro (1900-1902)
- Joaquín Álvarez de Toledo y Caro (1902-1915)
- Joaquín Álvarez de Toledo y Caro (1915-1955)
- Luisa Isabel Álvarez de Toledo y Maura (1955-2008)
- Leoncio Alonso González de Gregorio y Álvarez de Toledo (2008-)